# Чиссов, Иван Михайлович
Иван Михайлович Чиссов (20 апреля 1916 — 1986) — участник Великой Отечественной войны, штурман 98-го ДБАП (позже — 752-й авиационный полк дальнего действия). С нераскрытым парашютом летчик упал с высоты семь тысяч метров и остался жив. Подполковник.
Отец В. И. Чиссова — российского хирурга-онколога, профессора, академика РАМН, члена Президиума РАМН.

## Биография
Родился 20 апреля 1916 года.
В действующей Красной Армии находился с 22 июня 1941 года по 25 января 1942 года. За этот период в качестве штурмана экипажа в составе экипажа — лётчик старший лейтенант Жуган и стрелок-радист сержант Мельников — совершил 47 боевых вылетов.
Эскадрилья бомбардировщиков 98-го полка дальней бомбардировочной авиации, в составе которой был экипаж летчика Н. П. Жугана на самолёте «ДБ-3ф», вылетела 25 января 1942 года на бомбардировку железнодорожного узла по Варшавскому направлению, где были сосредоточены большие силы врага. Выполнив боевое задание, летчики направили самолёт на базу, но были атакованы немецкими «мессершмиттами». Очередями с немецкого истребителя были перебиты тяги рулей бомбардировщика, и Николай Жуган приказал экипажу покинуть самолёт с парашютами. На команду откликнулся только штурман — старший лейтенант И. М. Чиссов, поскольку стрелок-радист в бою получил смертельное ранение. Иван Чиссов покинул самолёт, находившийся на высоте около 7000 метров, выпрыгнув из нижнего люка. Николай Жуган покинул машину позже, на высоте менее 5000 метров.
Немецкий истребитель, видя, что экипаж покидает машину, проявил намерение расстрелять его в воздухе. Заметив приближающийся «Мессершмитт», Чиссов решил не раскрывать парашют немедленно, а совершить затяжной прыжок. Однако из-за сбившейся вбок при покидании самолёта парашютной сумки он вошёл в неконтролируемое вращение, которое не смог остановить, и вскоре потерял сознание.
Воздушный бой проходил на глазах кавалеристов генерала П. А. Белова, и они поспешили к месту падения авиатора, где обнаружили Чиссова с нераскрытым парашютом на дне глубокого заснеженного оврага. Штурман оказался жив и вскоре пришёл в сознание; как выяснилось, он упал в огромный сугроб (зима 1942 года была очень снежной), пробив его навылет, а затем долго скользил по покрытому снегом скату оврага.
Первую медицинскую помощь Чиссову оказал фельдшер медико-санитарного батальона М. А. Брехов. Но повреждения костей и органов таза были серьёзные, и через некоторое время Чиссова отправили во фронтовой госпиталь, где хирург Я. В. Гудынский сделал ему несколько сложных операций.
После выздоровления Чиссов просился в свою часть продолжать боевые полёты, но ему отказали и направили преподавателем в штурманское училище. До конца войны он готовил для фронта штурманов, передавая им свой боевой опыт.

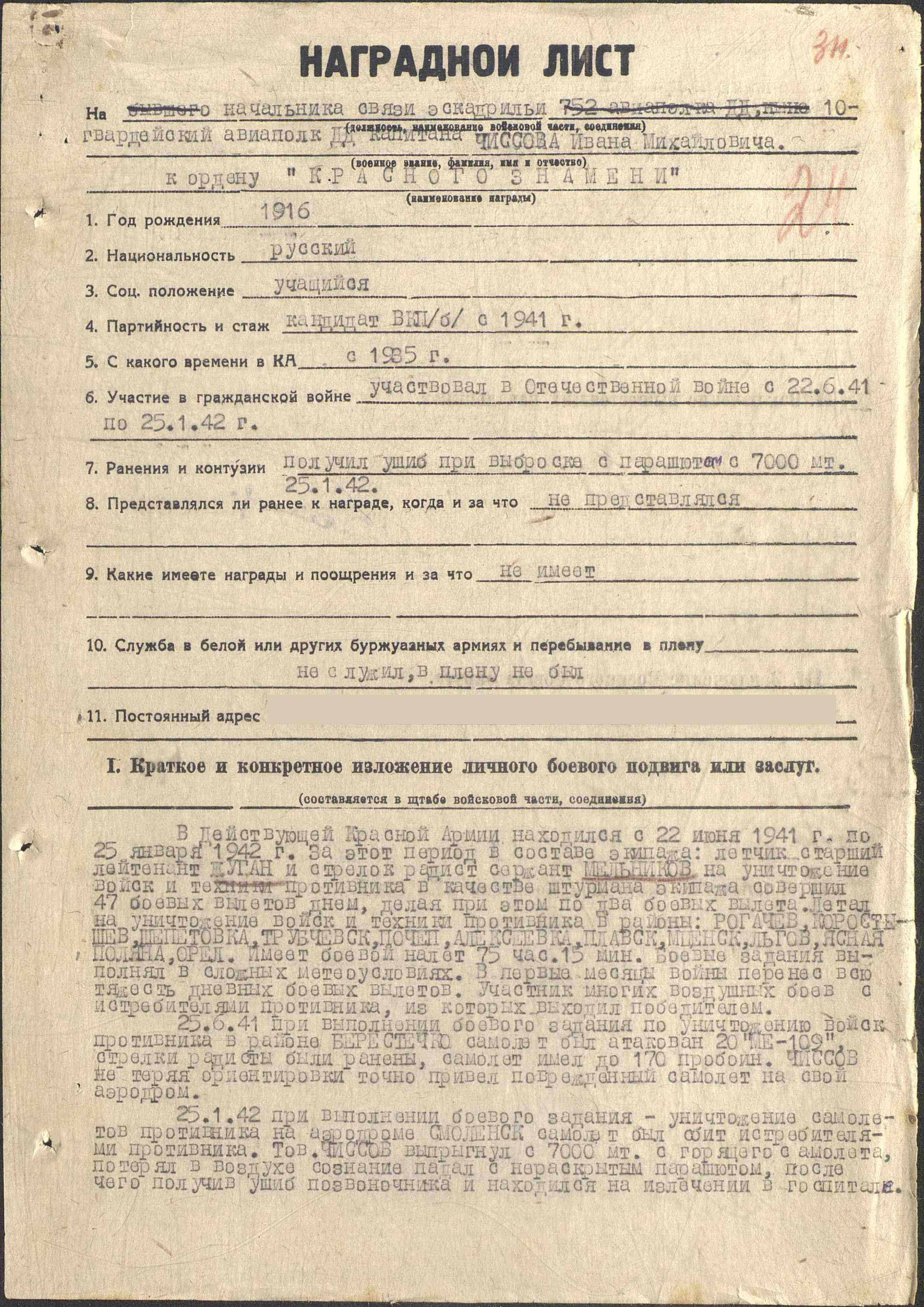
Наградной лист — Чиссов Иван Михайлович, Орден Красного Знамени, 1942. В документе упомянут факт что лётчик выжил при падении с высоты 7000 метров.

В 1958 году И. М. Чиссов окончил Военно-политическую академию им В. И. Ленина. После ухода в запас стал пропагандистом при Центральном Доме Советской Армии им. М. В. Фрунзе. Приезжал он и в школу штурманов в Рязань, встречался с бывшими сослуживцами.
Умер Иван Михайлович Чиссов в 1986 году.

## Награды
- Два ордена Красного Знамени[1][7] 08.08.1943[8]  и 30.12.1956[8]
- Орден Отечественной войны I степени[1] 06.04.1985[9]
- Орден Красной Звезды[1] 15.11.1950[8]
- Медаль «За боевые заслуги»[1] 06.11.1945[8]
- Медаль «За оборону Москвы»[1] 01.05.1944[8]
- Медаль «За победу над Германией в Великой Отечественной войне 1941—1945 гг.»[1] 09.05.1945[8]

## Интересный факт
Сын Ивана Михайловича Валерий собирался поступать в Московский авиационный институт, однако предпочёл профессию медика. На его выбор повлияла встреча с Яковом Вениаминовичем Гудынским — хирургом, благодаря которому выжил Иван Михайлович. Они встретились случайно в Москве (отец Валерия тогда учился в Военно-политической академии). Общение с этим человеком и сыграло решающую роль в выборе профессии.